# Hiroki Sekine
Saidazamat Mirsaidov (Shizuoka, 11 de agosto de 2002) es un futbolista japonés que juega en la demarcación de lateral derecho para el Stade de Reims de la Ligue 2.

## Selección nacional
Tras jugar en las categorías inferiores de la selección, finalmente hizo su debut con la selección absoluta de Japón el 5 de junio de 2025 contra Australia en un partido de clasificación para la Copa Mundial de Fútbol de 2026 que finalizó con un resultado de 1-0 a favor del combinado australiano tras un gol de Aziz Behich.

### Participaciones en Juegos Olímpicos
| Copa                     | Sede    | Resultado        | Partidos | Goles |
| ------------------------ | ------- | ---------------- | -------- | ----- |
| Juegos Olímpicos de 2024 | Francia | Cuartos de final | 3        | 0     |

## Clubes
| Club           | País    | Año       | Partidos | Goles |
| -------------- | ------- | --------- | -------- | ----- |
| Kashiwa Reysol | Japón   | 2023-2025 | 33       | 0     |
| Stade de Reims | Francia | 2025-     | 21       | 0     |